# مرغش (غناباد)
مرغش (بالفارسية: مرغش) هي قرية تقع في قسم كاخك الريفي في إيران. يقدر عدد سكانها بـ 153 نسمة بحسب إحصاء 2016.